# Marco Andreolli
Marco Andreolli (Ponte dell'Olio, 10 de junho de 1986) é um futebolista italiano que atua como zagueiro. Atualmente, joga pelo Chievo.

## Carreira

### Juventus
Filippo Romagna começou a carreira Internazionale.

### Roma
Andreolli assinou contrato com a Roma em 27 de julho de 2007, como parte do acordo da transferência de Cristian Chivu para a Internazionale.

### Cagliari
Andreolli se transferiu para a Cagliari Calcio, em 2017.

## Títulos
- Coppa Italia Primavera

Internazionale: 2005–06
- Coppa Italia

Internazionale: 2004-05, 2005-2006
- Supercopa da Itália

Internazionale: 2005, 2006
- Serie A

Internazionale: 2005-06, 2006-07